# Alex, Haute-Savoie
Alex là một commune trong tỉnh Haute-Savoie thuộc vùng Rhône-Alpes đông nam Pháp.

## Geography
The Fier forms most of the commune's northern border.